# Timbi-Touni
 (octobre 2019).
Si vous disposez d'ouvrages ou d'articles de référence ou si vous connaissez des sites web de qualité traitant du thème abordé ici, merci de compléter l'article en donnant les références utiles à sa vérifiabilité et en les liant à la section « Notes et références ».
Timbi-Touni est une ville et une sous-préfecture de Guinée, située à une vingtaine de kilomètres de Pita, le chef-lieu de la préfecture.

## Histoire
Lorsque les musulmans parvinrent à éliminer politiquement les Djallonkés fétichistes et à asseoir la religion musulmane, le Fouta se trouvait divisé en huit provinces dirigées chacune par un marabout combattant dont Timbi-Touni est dirigé par Thierno Souleymane.

## Démographie
En 2016, la localité comptait 22 159 habitants.

## Subdivision administratives
La commune de Timbi-Touni est composée actuellement de onze districts:  Timbi-Touni centre, Wansan, Diaga, Pellel Bantan, Diabéréaré, Pellel Modiyabhé, Aîguel, Manghol, Horé woury, Djongassi et Bendékouré.

## Infrastructures
Timbi-Touni centre où siège l'administration centrale de la sous-préfecture est dotée d'un centre de santé, d'un terrain de football, d'un marché hebdomadaire, d'un collège, d'une école primaire, d'une école maternelle privée et d'un centre d'informatique situé au niveau du collège.

## Économie
L'activité de cette population est essentiellement agropastorale  et dans une proportion moindre commerciale.